# Plzeňská pahorkatina
Plzeňská pahorkatina – makroregion w podprowincji Wyżyna Berounki, w obrębie Masywu Czeskiego, leżący w jego środkowo-zachodniej części, pod względem administracyjnym w kraju pilzneńskim (Plzeňský kraj) i częściowo środkowoczeskim (Středočeský kraj).

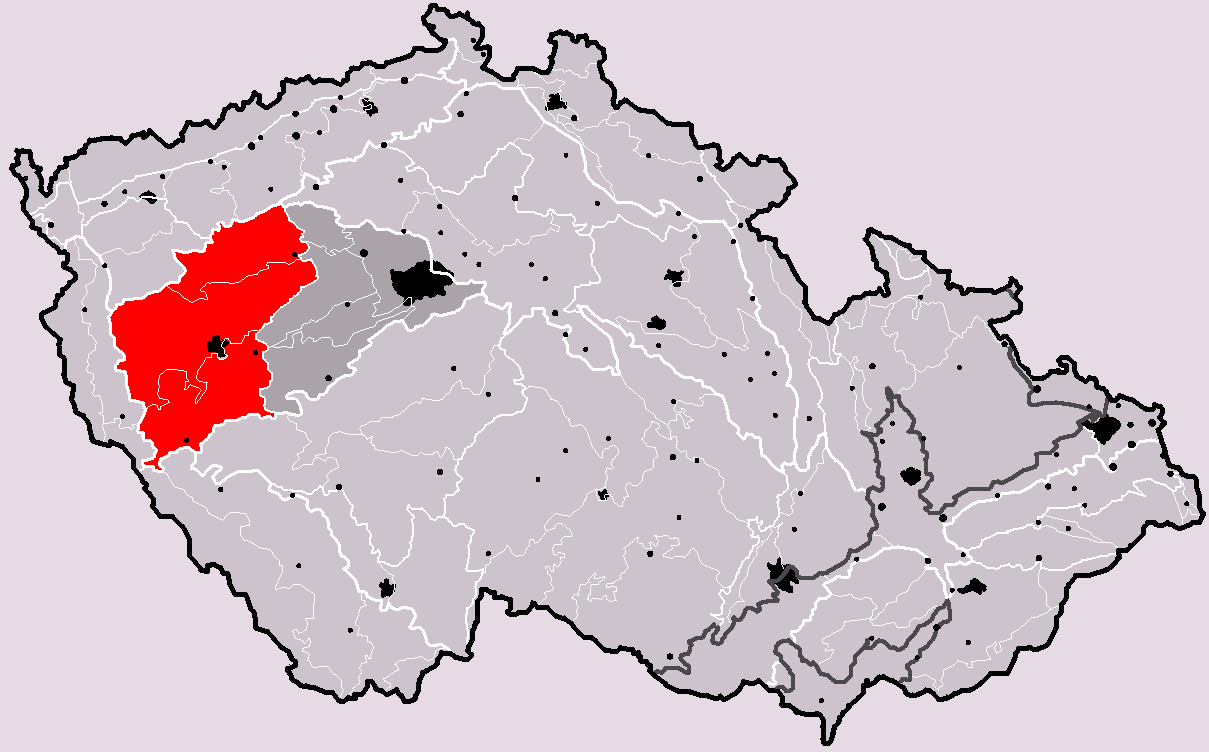
Położenie Wzgórz Pilzneńskich

Region obejmuje środkowo-zachodnią część Czech. Jego powierzchnia wynosi ok. 4607 km².
Najwyższym wzniesieniem jest Koráb (773 m n.p.m.).
Graniczy od wschodu z makroregionem Brdská oblast, od południowego wschodu ze Wyżyną Środkowoczeską, od południa i zachodu z Krainą Szumawską (czes. Šumavská hornatina), a od północnego zachodu i północy z Wyżyną Karlowarską (Karlovarská vrchovina) i Podgórzem Rudawskim (Podkrušnohorská oblast) oraz maleńkim fragmentem z Płytą Środkowoczeską (Středočeská tabule).
Pod względem budowy geologicznej Wzgórza Pilzneńskie należą do Masywu Czeskiego.
Większe miasta, to: Plzeň, Rakovník, Rokycany, Klatovy i Stříbro.
Prawie cały region leży w dorzeczu Berounki, dopływu Wełtawy, dopływu Łaby. Odwadniają go: sama Berounka oraz jej dopływy – Mže, Radbuza, Úhlava, Úslava, Střela, Klabava, Úterský potok, Třemošná i Rakovnický potok. Niewielki obszar w północnej części odwadnia rzeczka Blšanka, dopływ Ohře.

## Podział
Wzgórza Pilzneńskie dzielą się na trzy części:
- Rakovnická pahorkatina
  - Kněževeská pahorkatina
  - Žihelská pahorkatina
  - Manětínská vrchovina
- Plaská pahorkatina
  - Stříbrská pahorkatina
  - Kaznějovská pahorkatina
  - Plzeňská kotlina
  - Kralovická pahorkatina
- Švihovská vrchovina
  - Chudenická vrchovina
  - Merklínská pahorkatina
  - Klatovská kotlina
  - Radyňská vrchovina
  - Rokycanská pahorkatina

## Galeria

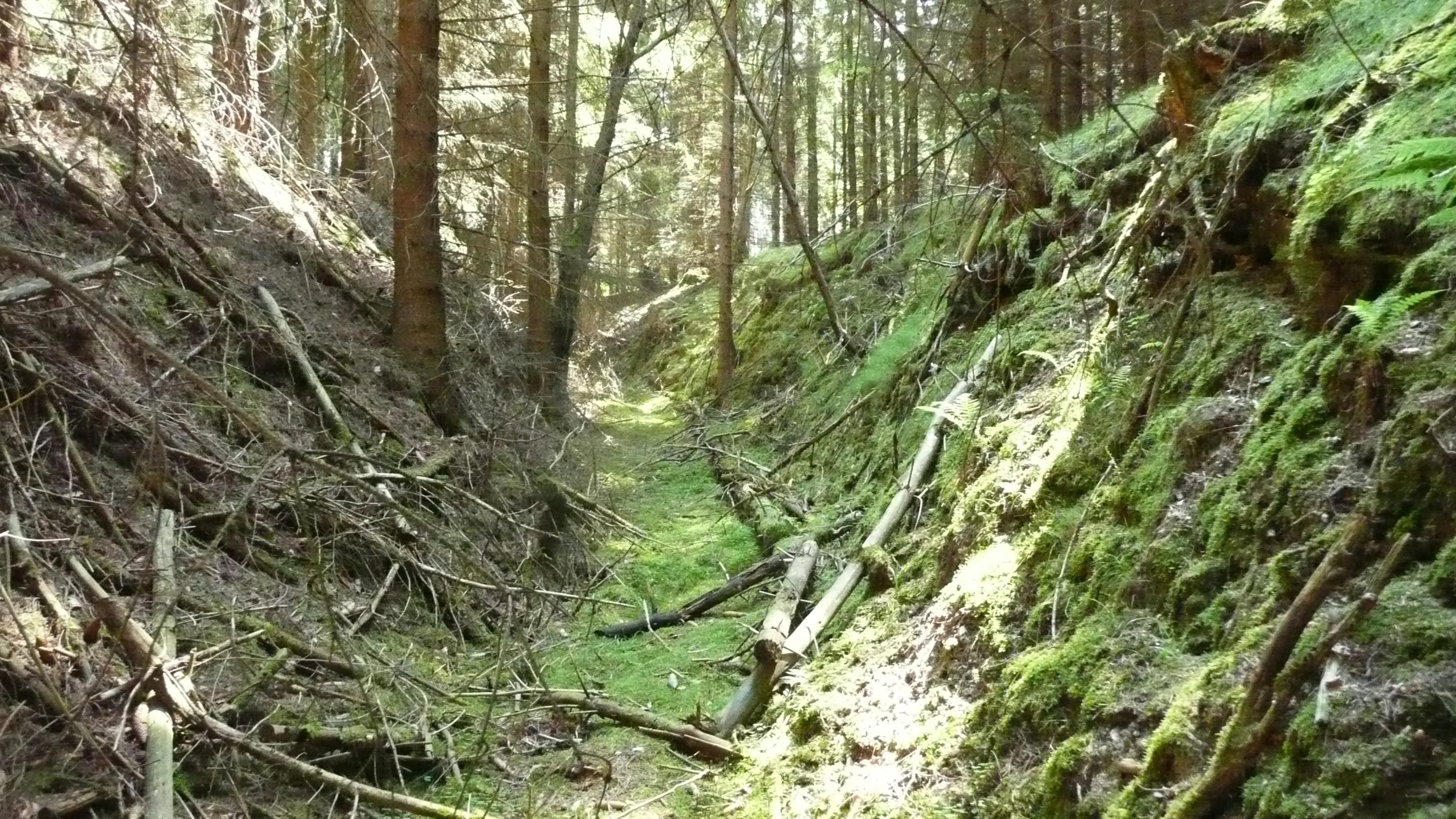
Okolice Kladrub
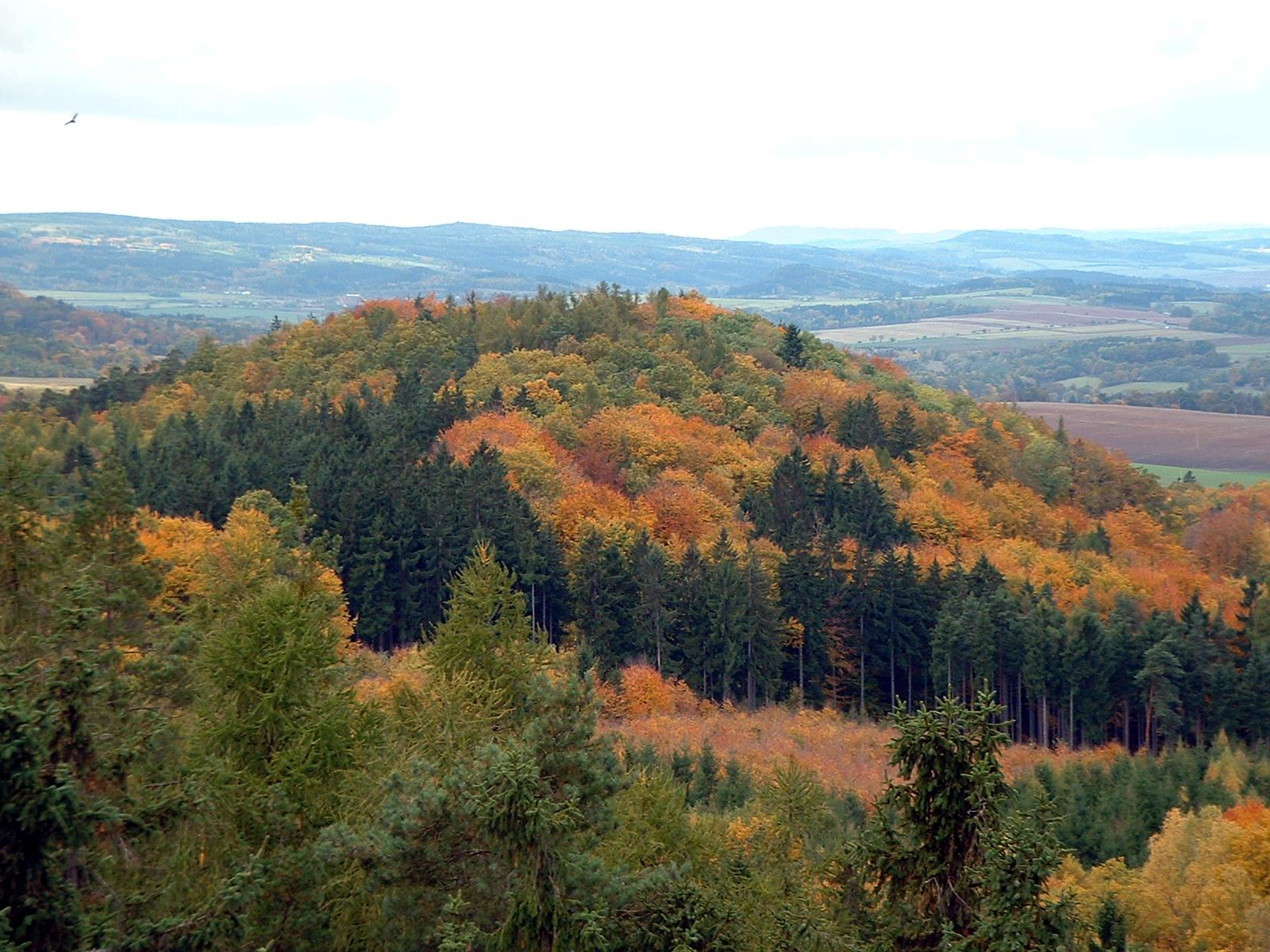
Vlci vrch
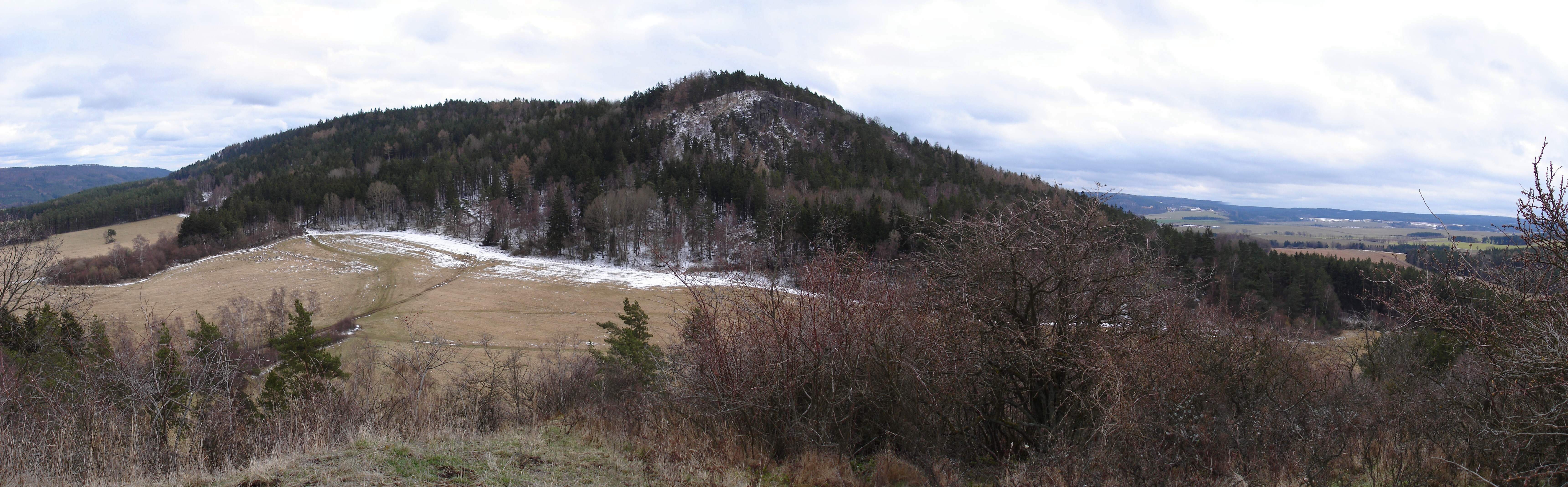
Kozelka
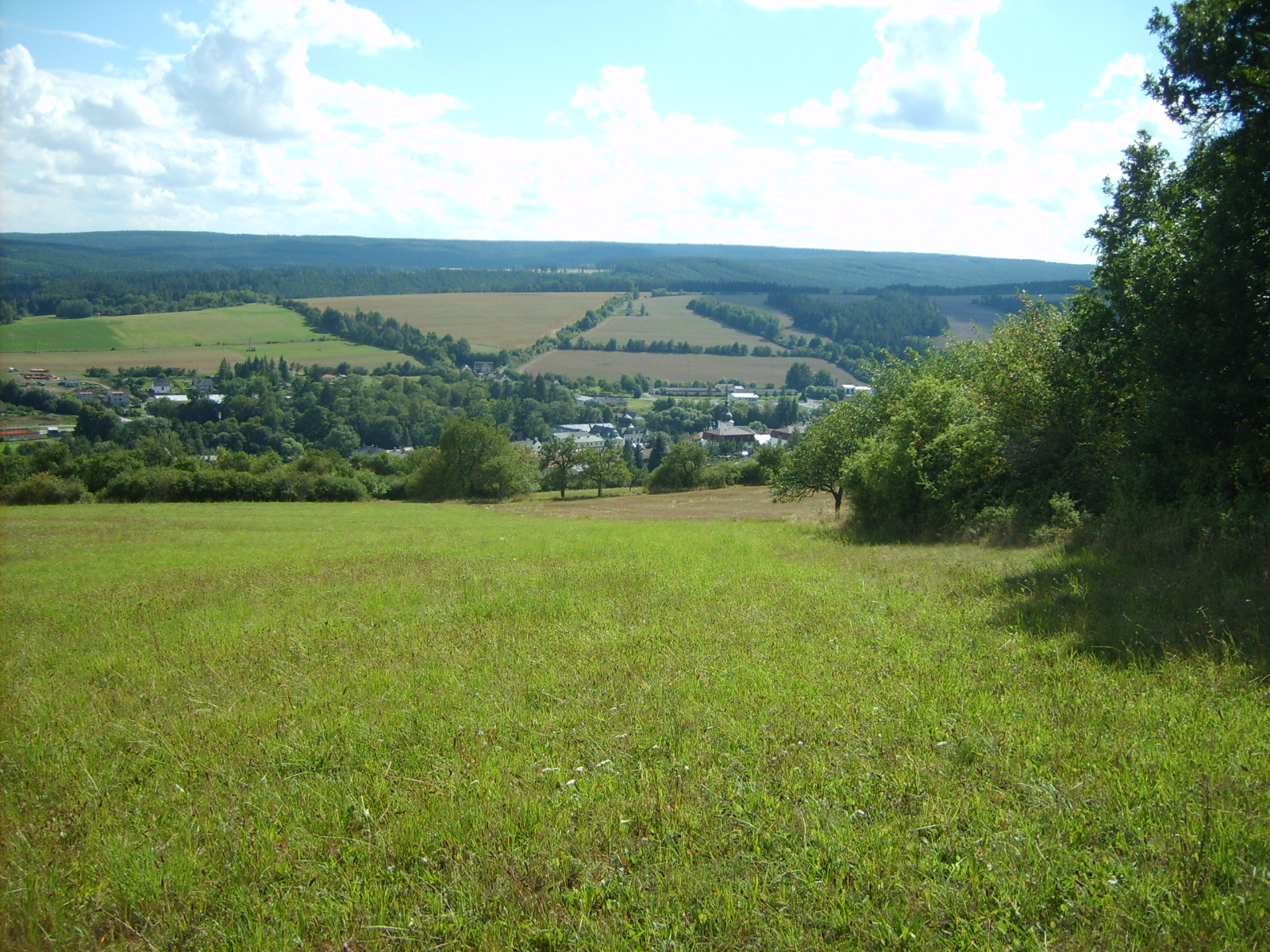
Okolice Manetina
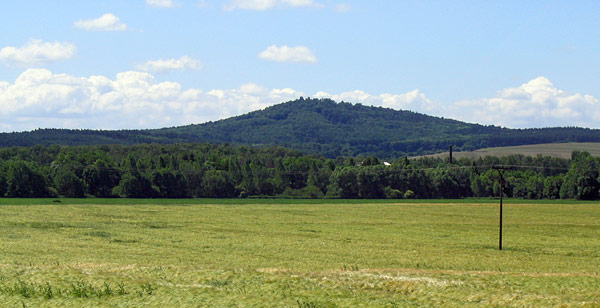
Křížový vrch